# Ahn Hyo-yeon
An Hyo-yeon (Incheon, 16 de abril de 1978) é um ex-futebolista profissional sul-coreano, que atuava como defensor.

## Carreira

### Kyoto Purple Sanga
An Hyo-yeon se profissionalizou no Kyoto Purple Sanga, em 2000.

## Seleção
An Hyo-yeon integrou a Seleção Sul-Coreana de Futebol na Copa das Confederações de 2001.